# Hoedjefa
Hoedjefa was een oud-Egyptische koning van de 2e dynastie. De koning regeerde tussen Seth-Peribsen en Chasechemoey in als tegenkoning.

## Biografie
Van koning Hoedjefa is vrij weinig bekend. Er zijn geen artefacten gevonden die rechtstreeks met deze koning in verband gebracht kunnen worden, net zoals dat met de twee vorige koningen het geval is. Waarschijnlijk was hij daar familie van. Hoedjefa werd opgevolgd door Chasechemoey.
Waarschijnlijk duidt 'Hoedjefa' op de Oud-Egyptische equivalent van een nomen nescio, of een lacune. Met andere woorden: de oorspronkelijk naam is onbekend, verloren gegaan dan wel opzettelijk gewist. Ook in de derde dynastie komt er een 'Hoedjefa' voor in soortgelijke omstandigheden. Het kan zijn dat 'Hoedjefa' duidt op één der koningen van de tweede dynastie, zoals Seth Per-ib-Sen, wiens nagedachtenis als gevolg van zijn opzettelijke associatie met Seth (en niet met Her, Horus) als een damnatio memoriae beschouwd werd.